# Mischa Maisky

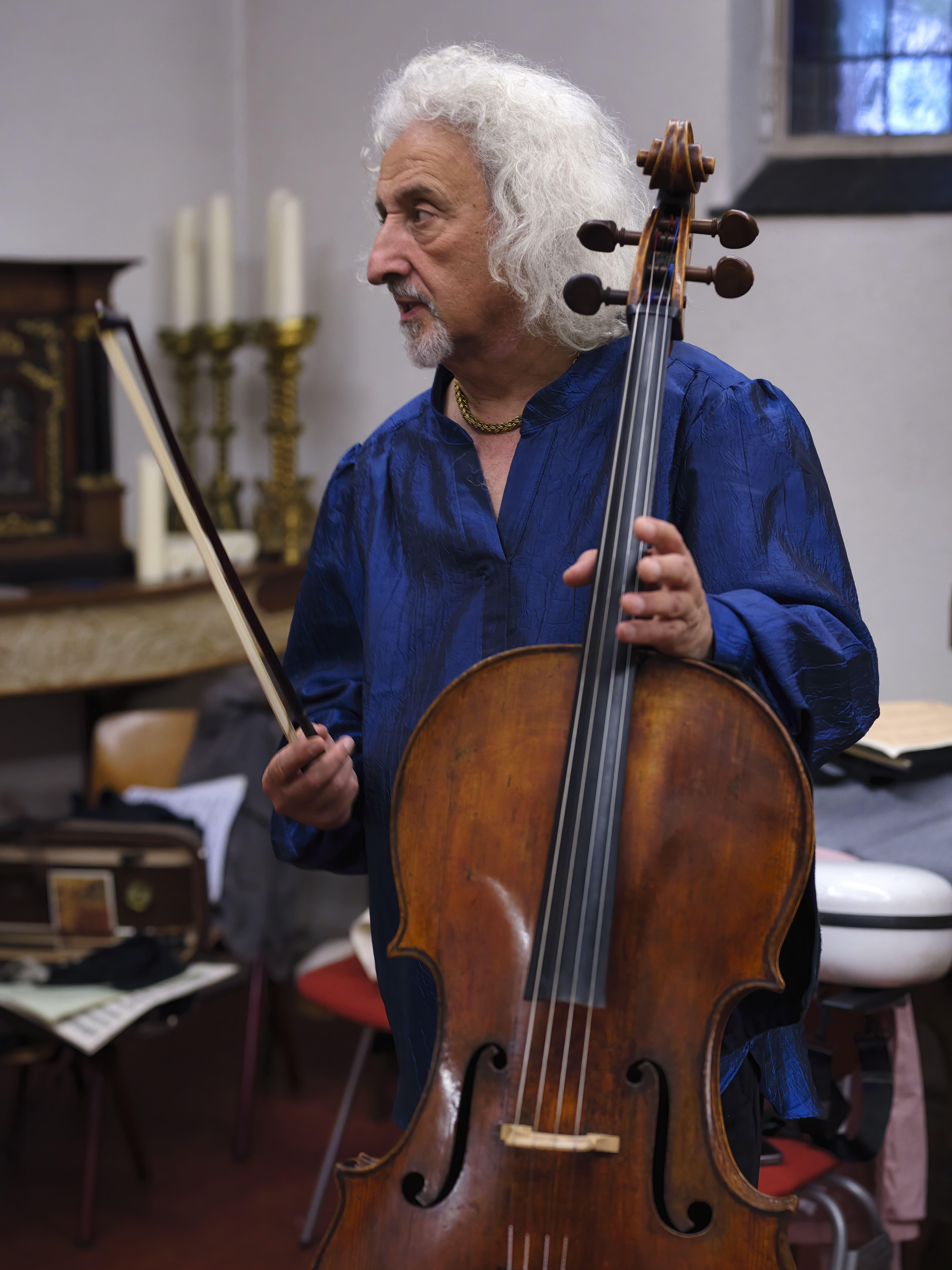
Fotograaf: Coen Cramer Blaricum

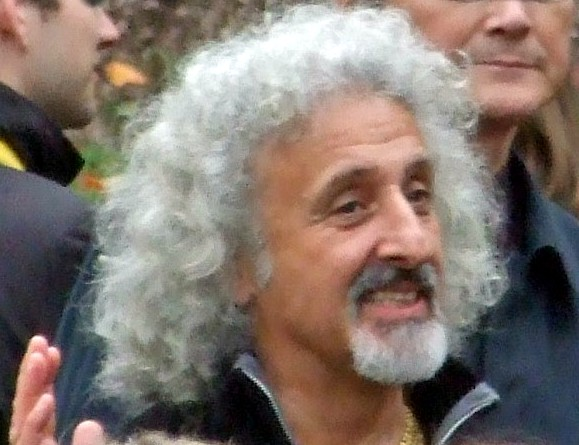
Mischa Maisky

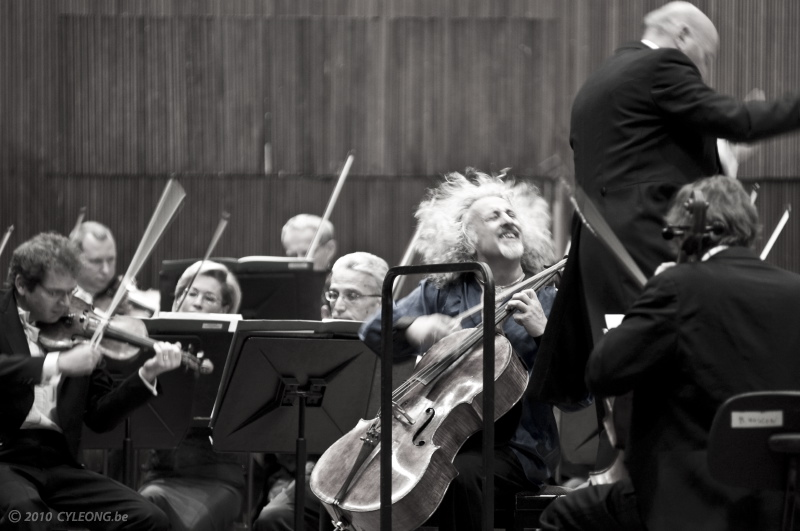
Foto: Cy Leong

Foto: Coen Cramer, Blaricum Nederland.

Mischa Maisky (Lets: Miša Maiskis) (Riga, 10 januari 1948) is een bekende Letse cellist, die in 1966 de Internationale Tsjaikovskycompetitie van Moskou won.
Maisky begon zijn studie bij Mstislav Rostropovitsj aan het conservatorium van Moskou, daarnaast werkte hij aan zijn concertcarrière in de Sovjet-Unie. In 1970 werd hij 18 maanden gevangengezet in een werkkamp vlak bij Gorki. Na zijn vrijlating emigreerde hij naar Israël om van verdere vervolgingen door het communistische regime verschoond te blijven. Tegenwoordig woont Maisky in België.
In de loop van zijn carrière heeft Maisky met vele musici duurzame muzikale relaties opgebouwd, zoals met de pianisten Martha Argerich en Radu Lupu, de violist Gidon Kremer en de dirigenten Leonard Bernstein, Zubin Mehta, Vladimir Asjkenazi, Daniel Barenboim en Giuseppe Sinopoli. Maisky treedt wereldwijd op en heeft honderden opnames gemaakt.
- Bibsys: 3005601
- Biblioteca Nacional de España: XX1299154
- Bibliothèque nationale de France: cb138969760 (data)
- CiNii: DA04026786
- Gemeinsame Normdatei: 124657397
- International Standard Name Identifier: 0000 0001 1474 3698
- Library of Congress Control Number: n85173108
- Nationale Bibliotheek van Letland: 000115540
- MusicBrainz: dac3e41b-15b9-4ade-9036-8dcaf7a8857d
- Bibliotheek van het Japanse parlement: 00995497
- Nationale Bibliotheek van Tsjechië: js20020617022
- Nationale Bibliotheek van Israël: 987007274650305171
- Nederlandse Thesaurus van Auteursnamen: 073788503
- Istituto Centrale per il Catalogo Unico: RAVV103178
- SNAC: w6sp2mv8
- Système universitaire de documentation: 086912615
- Virtual International Authority File: 69116156
- WorldCat: E39PBJxmDXht6jjGp864jv6BT3